# Bursa granularis
Bursa granularis is een slakkensoort uit de familie van de Bursidae. De wetenschappelijke naam van de soort is voor het eerst geldig gepubliceerd in 1798 door Röding.

## Voorkomen
Deze soort komt voor in tropische gebieden in de Indische- en het westelijk deel van de Grote Oceaan en kan tot 60 mm groot worden. Het is een carnivoor die leeft in ondiep water op rotsen en koraalriffen.